# Muriel Cerf
Muriel Cerf (* 4. Juni 1950 in Paris; † 19. Mai 2012 in Anet) war eine französische Schriftstellerin.

## Leben
Muriel Cerf besuchte das Gymnasium in Paris und absolvierte die École du Louvre. Ab 1970 reiste sie abenteuerlich 10 Jahre lang nacheinander durch den Fernen Osten, Brasilien, den Nahen Osten, die USA und Jamaika, bevor ein Unfall sie zur Sesshaftigkeit zwang. Ab 1974 verarbeitete sie ihre Erfahrungen in rund 30 Roman- und Erzählungsbänden, die mit mehreren Preisen bedacht wurden. Jean-Pierre de Beaumarchais beschrieb ihren Stil als den der langen Sätze mit ständigem Wechsel von Gelehrsamkeit und Selbstironie, von lyrischem Aufschwung und gesprochener Alltagssprache.  Sie starb im Alter von 61 Jahren an Krebs, dessen angemessene Behandlung sie verweigerte.

## Werke
L’Antivoyage (1974). Le Diable vert (1975, Prix Valery-Larbaud). Les Rois et les voleurs (1975, autobiographisch). Hiéroglyphes de nos fins dernières (1977). Le Lignage du serpent (1978). Améridiennes (1979). Les Seigneurs du Ponant (1979). Une passion (1981). Maria Tiefenthaler (1982). Une pâle beauté (1984). Dramma per Musica (1986). Doux oiseaux de Galilée (1988). La Nativité à l’étoile (1989). Primavera Toscana (1989). Julia M. ou le premier regard (1991). Ogres et autres contes (1997). Le Verrou (1997). Une vie sans secret (1998, Grand prix de littérature de la Société des gens de lettres). Servantes de l’œil (1999). Ils ont tué Vénus Ladouceur (2000). Triomphe de l’agneau (2000). La Femme au chat (2001). La Lumière de l’île (2001, Theaterstück). Le Bandit manchot (2002). L’Étoile de Carthage (2003). L’homme du souterrain (2003). Bertrand Cantat ou le chant des automates (2005). La Petite culotte (2005). Brillants soleils (2016, 2 Bde., postum).

### In deutscher Übersetzung
- Blitzfortüne. In: Noras Tochter. Neun Erzählerinnen. Eine internationale Anthologie. Kiepenheuer & Witsch, Köln 1981.